# Fransen
Onder Fransen (mannelijk enkelvoud: Fransman, vrouwelijk enkelvoud: Française) worden de volgende personen verstaan:
- bezitters van de Franse nationaliteit
- de autochtone inwoners van Frankrijk en Franse emigranten en hun nakomelingen
- militairen onder Frans gezag, bijvoorbeeld tijdens de Franse tijd in Nederland (dit waren niet alleen troepen met de Franse nationaliteit)

## Fransen als bevolkingsgroep

### Afkomst
De autochtone Fransen zijn van oorsprong een mix van Keltische stammen (Galliërs) en Romeinen, en later ook Germanen (Franken, Noormannen, Westgoten en Bourgondiërs) en Basken of Iberiërs (Aquitaniërs).

### Taal
De overheersende taal van de autochtone Fransen in Frankrijk en daarbuiten is het Frans, een Romaanse taal, die echter wel beïnvloed is door Keltische talen (Gallisch) en Germaanse talen (vooral het Frankisch).
Naast het Frans worden door de autochtone Fransen in Frankrijk ook nog de verwante streektalen Arpitaans, Picardisch en het Occitaans gesproken. Andere Fransen in Frankrijk spreken ook het Bretons, een Keltische taal, het Baskisch, het Elzassisch, een Alemannisch/Duits dialect, het Catalaans, Corsicaans en Arabisch.